# NGC 53
NGC 53 é uma galáxia espiral barrada (SBb) localizada na direcção da constelação de Tucana. Possui uma declinação de -60° 19' 43" e uma ascensão recta de 0 horas, 14 minutos e 43,0 segundos.
A galáxia NGC 53 foi descoberta em 15 de Setembro de 1836 por John Herschel.